# Elezioni generali nella Repubblica Centrafricana del 2015-16
Le elezioni generali nella Repubblica Centrafricana del 2015-16 si tennero il 30 dicembre 2015 (primo turno) per l'elezione del Presidente e dei membri del Parlamento, con ballottaggio il 14 febbraio 2016 per le presidenziali e il 31 marzo per le parlamentari.
Le elezioni si sono svolte al termine del periodo di transizione inauguratosi con l'esautorazione del Presidente François Bozizé, rimosso dalla carica nel 2013 a seguito di un colpo di Stato.

## Risultati

### Elezioni presidenziali
| Candidati                   | Partiti                                               | I turno   | I turno | II turno  | II turno |
| Candidati                   | Partiti                                               | Voti      | %       | Voti      | %        |
| --------------------------- | ----------------------------------------------------- | --------- | ------- | --------- | -------- |
| Faustin-Archange Touadéra   | Indipendente                                          | 215 800   | 19,16   | 695 059   | 62,71    |
| Anicet-Georges Dologuélé    | Unione per il Rinnovamento Centrafricano              | 262 952   | 23,34   | 413 352   | 37,29    |
| Désiré Kolingba             | Raggruppamento Democratico Centrafricano              | 136 398   | 12,11   |           |          |
| Martin Ziguélé              | Movimento per la Liberazione del Popolo Centrafricano | 129 174   | 11,47   |           |          |
| Jean-Serge Bokassa          | Indipendente                                          | 68 705    | 6,10    |           |          |
| Charles-Armel Doubane       | Indipendente                                          | 41 095    | 3,65    |           |          |
| Jean-Michel Mandaba         | Partito per il Governo Democratico                    | 35 458    | 3,15    |           |          |
| Sylvain Patassé-Ngakoutou   | Nuovo Momento Centrafricano                           | 31 261    | 2,77    |           |          |
| Abdou Karim Meckassoua      | Indipendente                                          | 31 052    | 2,76    |           |          |
| Gaston Mandata Nguérékata   | Partito della Rinascita Centrafricana                 | 22 391    | 1,99    |           |          |
| Jean-Barkès Ngombe-Ketté    | Indipendente                                          | 18 949    | 1,68    |           |          |
| Timoléon Baikoua            | Indipendente                                          | 17 195    | 1,53    |           |          |
| Fidèle Gouandjika           | Indipendente                                          | 15 356    | 1,36    |           |          |
| Théodore Kapou              | Indipendente                                          | 13 295    | 1,18    |           |          |
| Altri <1,00% (16 candidati) | -                                                     | 87 503    | 7,77    |           |          |
| Totale                      | Totale                                                | 1 126 584 | 100     | 1 108 411 | 100      |

### Elezioni legislative
| Liste                                                 | Voti | % | Seggi |
| ----------------------------------------------------- | ---- | - | ----- |
| Unione Nazionale per la Democrazia e il Progresso     |      |   | 13    |
| Unione per il Rinnovamento Centrafricano              |      |   | 13    |
| Raggruppamento Democratico Centrafricano              |      |   | 10    |
| Movimento per la Liberazione del Popolo Centrafricano |      |   | 9     |
| Convergenza Nazionale "Kwa Na Kwa"                    |      |   | 7     |
| Altri e indipendenti                                  |      |   | 79    |
| Totale                                                |      |   | 131   |